# 小鶴祇園祭
小鶴祇園祭（こづるぎおんさい）は、毎年7月に茨城県東茨城郡茨城町小鶴地内で行われる祇園祭である。2日間に渡って行われ、1日目を宵祇園（よいぎおん）、2日目を本祇園（ほんぎおん）と呼ぶ。茨城町内では最も早く行われる夏祭りである。

## 概要
小鶴諏訪神社の境内にある八坂神社の祭礼で、明治時代に疫病が蔓延したことから、諏訪神社の境内に八坂神社を建立し、無病息災を祈願したのが始まりといわれている 。

その後、大正期に一度は廃れかけたものの、当時の青年有志が再建し、1980年代頃からは賑わいを見せるようになって現在に至る。
1日目の宵祇園では、神社を出た神輿が御仮屋に到着した後、当番人は翌朝まで御仮屋で寝ずの番をし、2日目の本祇園では地域や小鶴商店街（県道16号線）で渡御が行われ、子供神輿や山車も一緒に練り歩く。

日程は2003年までは毎年曜日を問わず7月20日～7月21日に行われてきたが、2004年からは7月の第3土日前後（海の日がある3連休の土日）の開催となっている。

祇園祭当日は小鶴商店街の一部が1日目:18～20時。2日目:17～22時の間は歩行者天国となる。

## 日程
- 1日目（宵祇園）

18:00 宮出し→神輿・山車渡御→20:00御仮屋到着
- 2日目（本祇園）

8:00 御仮屋出発→神輿・山車地域渡御→13:00御仮屋到着(休憩)。18:00 御仮屋出発→神輿・山車渡御→19:30～21:30ステージイベント→21:45宮入り→22:00終了
- 当日に台風やゲリラ豪雨等、天候不順の場合は御仮屋到着や宮入り時刻を早める場合あり。
- 地域渡御は小鶴地内の各町内（宮本町（下宿）、中宿、第三、西町、南町、第四、バッケ、台町、一心）を回る。
- 昭和時代中期までは、神輿・山車地域渡御は本祇園の深夜に行い、翌日、涸沼川でお浜入りを行ってから宮入りをしていた[6]。
- コロナ禍による中断前は2日目の本祇園は13時に御仮屋出発して地域渡御を行っていたが、熱中症対策のため、2023年からは午前中に地域渡御をするようになった。

## 山車

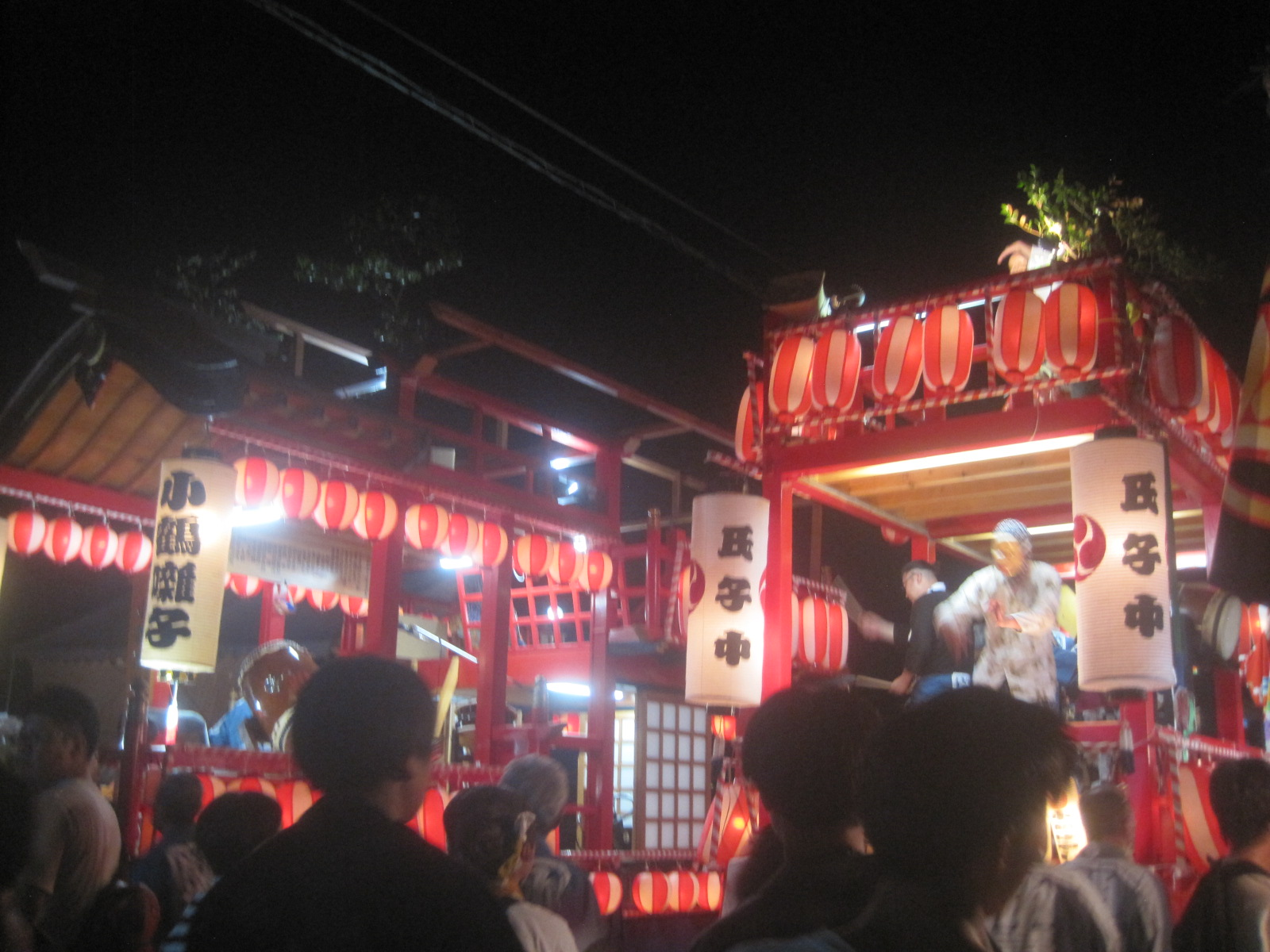
小鶴ばやし山車　左が2018年落成の3代目山車。右が2014年落成の2代目山車

小鶴ばやし保存会による山車が2台存在する。囃子は大太鼓と締め太鼓、笛と鉦で演奏され、2台とも山車上段が踊り場、下段が演奏場となっている。踊り場はおかめ、ひょっとこ、きつねの3演目が行われる。
- 1981年（昭和56年） - 初代山車が落成。2013年（平成25年）に老朽化に伴い引退するまで32年間使用された。
- 2014年（平成26年） - 初代山車の後継として2代目山車が落成。地域渡御に使用されている。
- 2018年（平成30年） - 初代山車をベースに改修した3代目山車が落成。小鶴商店街での渡御に使用されている。

## 神輿

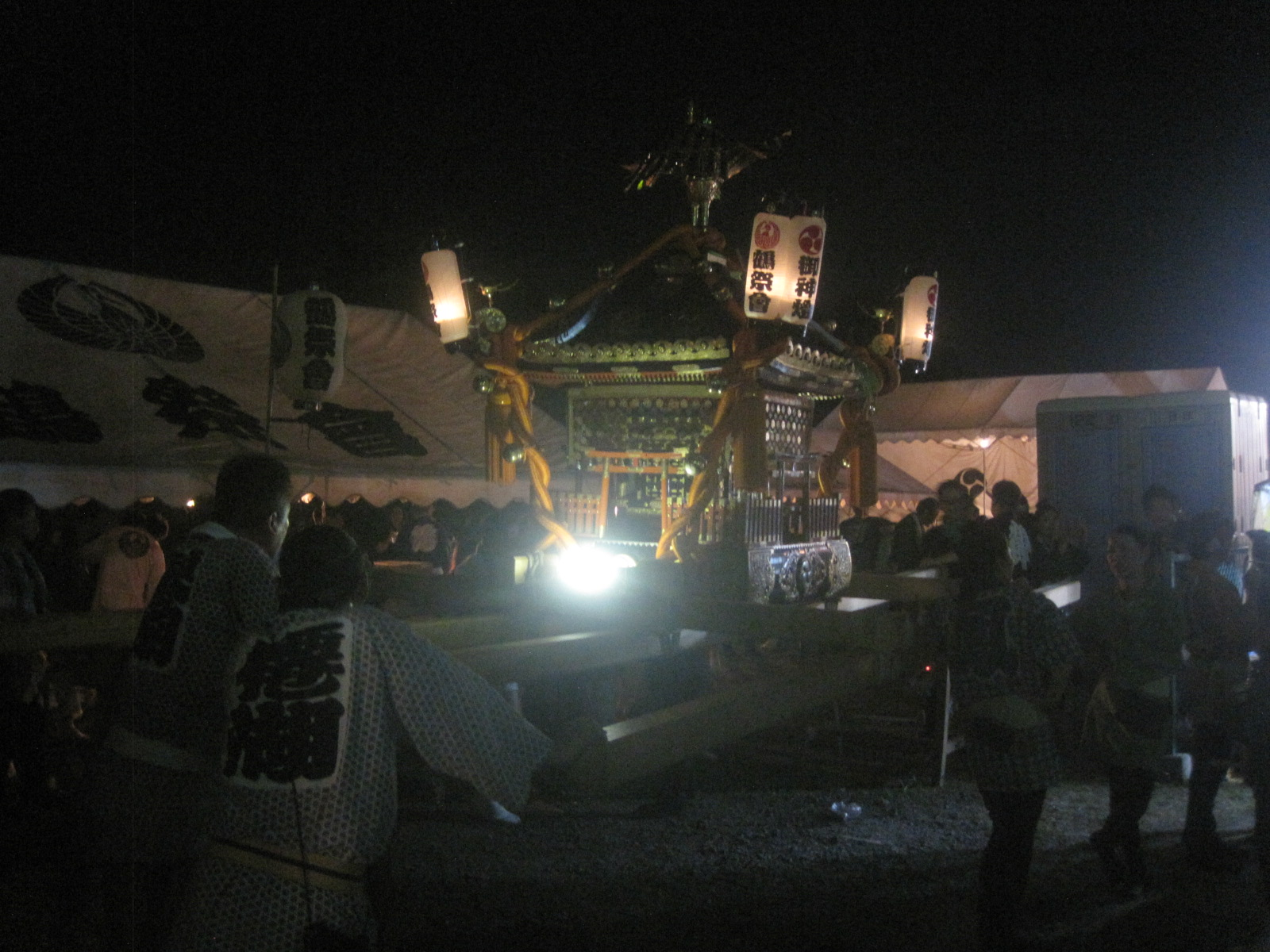
鶴祭會の神輿

鶴祭會（かくさいかい）による大人用神輿1基と、中学生用神輿1基、子供神輿3基が存在する。
- 1982年（昭和57年） - 鶴祭會神輿完成。

## アクセス
- 場所:茨城町小鶴　小鶴商店街地内（県道16号沿い）
- 交通:
  - 電車、バス利用 : JR常磐線水戸駅から関東鉄道バス奥ノ谷方面行きで「小鶴」下車。若しくは、東京駅八重洲南口4番乗り場から高速バス『みと号』（県庁ルート）で、茨城町西IC下車。当所よりタクシーで約10分。
  - 自家用車利用 : 北関東自動車道茨城町西ICから県道59号、県道16号で約10分。臨時駐車場あり。
  - 航空機利用 : 茨城空港から関東鉄道水戸駅行きで「小鶴」下車。

## 備考
- 1996年 - 2001年までは1日目に「小鶴よさこい祭り」というイベントがあった。
- 2011年は祭りの4ヶ月前に発生した東日本大震災の影響で、神輿・山車の渡御が中止。規模を大幅に縮小して諏訪神社境内で神事のみ行った。なお、ステージイベントは翌2012年正月に代替開催を行った。
- ステージイベントは現在はものまね歌謡ショー→ビンゴゲーム大会→カラオケ大会の流れとなっている[7]。なお、カラオケ大会は事前に申し込みをすればどなたでも参加できる。
- 2020年 - 2022年は新型コロナウイルス感染症の感染拡大防止のため、神輿・山車の渡御が中止。規模を最小限にして諏訪神社境内で密を避ける観点から当番人や祭典関係者の出席に限定して神事のみ実施した。
- 2023年は、規模を一部縮小し、1日目の宵祇園を中止して2日目の本祇園のみ開催した[8]。
- 2024年は、2019年以来5年ぶりに通常規模で2日間開催した[8]。